# Henri Lioret

Henri Lioret mit seiner Taschenuhr La Cigale, Karikatur von Coll-Toc (um 1890).

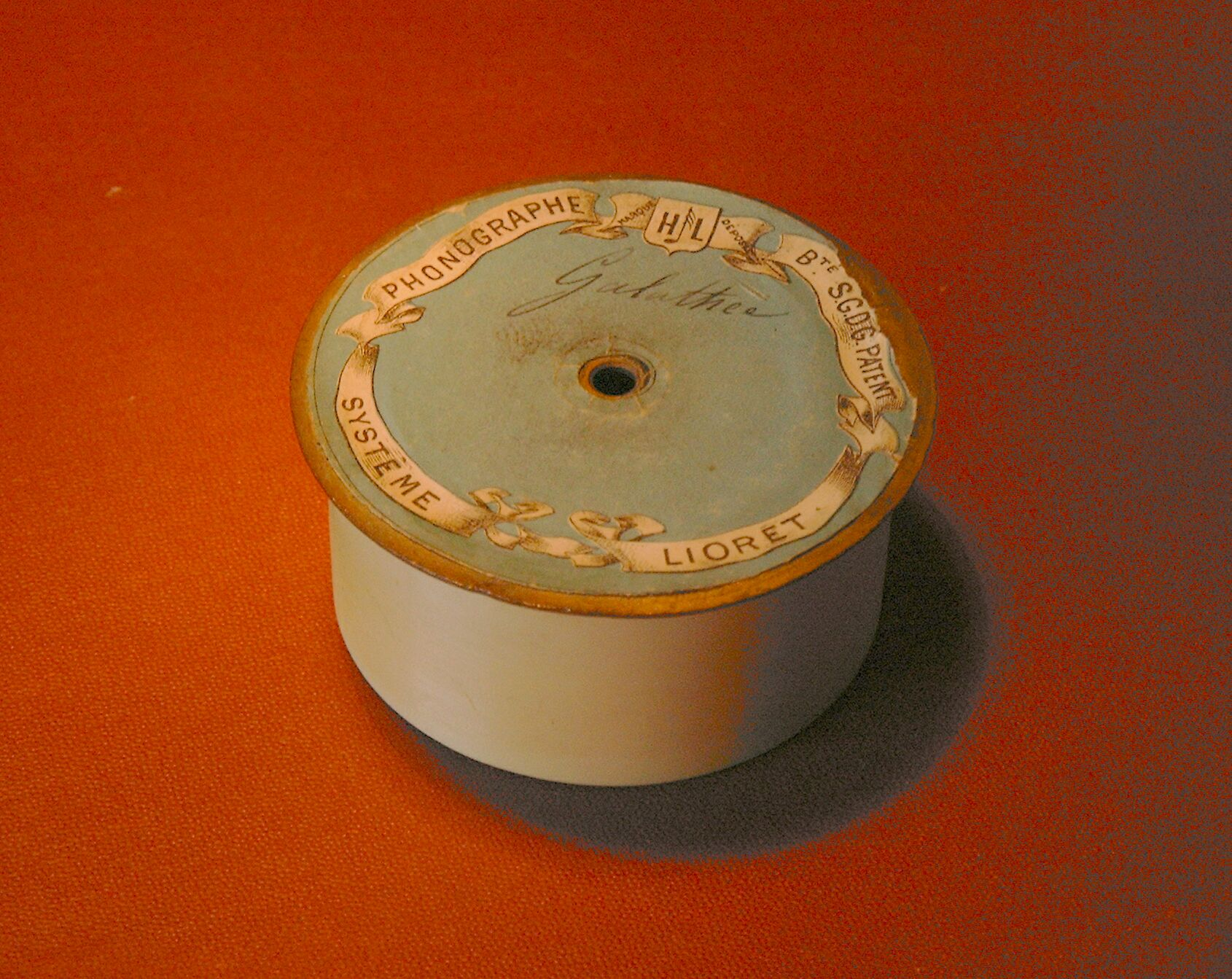
Lioret-Walze von 1894

Henri Lioret (* 26. Juni 1848 in Moret-sur-Loing; † 1938 in Paris) war ein französischer Uhrmacher und Erfinder. Er gilt als Hersteller der ersten brauchbaren Musik-Tonträger der Welt und als einer der Väter des frühen Tonfilms.
Lioret, der in Paris ein Uhrmachergeschäft betrieb, erregte schon in jungen Jahren durch seine komplizierten menschengestaltigen Automaten Aufsehen; 1878 gewann eine seiner Konstruktionen eine Bronzemedaille auf der Pariser Weltausstellung.
Im Jahre 1893 beauftragte ihn die damals weltberühmte Puppenmanufaktur Emile Jumeau, anlässlich der Frankreichreise des russischen Zaren eine besondere mechanische Puppe zu konstruieren, die den Töchtern des Zaren als Geschenk überreicht werden sollte. Lioret hatte kurz zuvor den Edison'schen Phonographen kennengelernt und zog in Erwägung, mittels eines ähnlichen Apparats der Puppe das Sprechen kurzer Sätze zu ermöglichen. In ersten Versuchen zeigte sich, dass weder Edisons empfindliche Wachswalzen noch die gerade erst erfundene, in ihrer Klangqualität noch sehr beschränkte, Schallplatte für seine Zwecke geeignet waren.
Lioret beschloss, zwecks Vermeidung der Edison’schen Fehler den Phonographen insgesamt völlig neu zu durchdenken, und entwickelte binnen weniger Monate ein Gerät, das eine Fülle neuer Ideen in sich vereinte: die kleine Sprechmaschine, die vollständig im Korpus einer Jumeau-Puppe Platz fand, war der erste durch ein Federwerk angetriebene Phonograph der Welt und der erste mit Resonatorsystem anstelle einer Schalldose; als Tonträger verwendete Lioret kleine runde, vergoldete Messingkörper, die mit einem Zelluloidmantel versehen waren, der die Schallrille trug. Diese Walzen waren die ersten wirklich haltbaren und praxistauglichen Tonträger der Welt; sie waren robust, leicht zu wechseln und viele hundert Male abspielbar; sie klangen laut und ausgesprochen tonrein – zu einer Zeit, als Edisons Phonograph mit seinem voluminösen Elektromotor noch fast ausschließlich als Diktiergerät diente und Berliners handgetriebenes Grammophon weit von der Marktreife entfernt war. Ein gravierender Nachteil war dem System Lioret jedoch immanent: seine Tonträger konnten nicht durch Gießen oder Pantographieren vervielfältigt werden; bis zuletzt wurde daher jeder Lioret-Zylinder direkt vom Interpreten aufgenommen.
Die sprechende Puppe erregte bei ihrer Vorstellung im Sommer 1893 weltweit Aufsehen, obwohl sie als Kinderspielzeug völlig ungeeignet war – der Puppenkörper durfte während des Abspielvorgangs nicht bewegt werden; vor jeder Benutzung musste die Puppe geöffnet werden, um die Walze neu zu ölen; die Mechanik war kompliziert und äußerst empfindlich. Daher dienten die relativ wenigen verkauften Exemplare der damals extrem teuren Puppe vorwiegend als Dekorationsobjekte in Geschäften und auf Messen; bei Jumeau blieb sie bis nach 1900 im Angebot.
Von seinem Erfolg beflügelt setzte Lioret nach Abschluss des Auftrags seine Versuche mit Phonographen fort und begann selbst mit Produktion und Vertrieb entsprechender Geräte. Zunächst montierte er einfach das für die Puppe konstruierte Werk in eine Pappschachtel und vertrieb es unter dem Namen „Le Merveilleux“; in den Jahren 1895 bis 1900 entwickelte er seine Apparatur weiter, brachte große Konzertphonographen, hochwertige Tonabnehmer mit großflächigen Membranen und längere Versionen seiner Zylinder auf den Markt. Alle für den Verkauf bestimmten Lioretgraphen waren reine Abspielgeräte, die im Gegensatz zu den meisten Wachszylinderphonographen nicht zur Selbstaufnahme genutzt werden konnten; dafür lieferten sie eine Klangqualität, die der aller anderen damals bekannten Tonträger weit überlegen war – die Klarheit der Wiedergabe von Lioret-Zylindern ist selbst bei erhaltenen, mehr als 100 Jahre alten Stücken faszinierend gut und reicht an die dreißig Jahre später entstandenen besten Aufnahmen der akustischen Ära heran. Lioret bereicherte seine Produktpalette um Geräte mit Münzeinwurf; daneben experimentierte er auch mit geräuschlosem Gewichtsantrieb und der Synchronisation seines Phonographen mit frühen Kinoprojektoren. Sein diesbezügliches Verfahren war einfach, vereinigte aber drei der wichtigsten technischen Erfindungen seiner Zeit: ein Stummfilm wurde gedreht; anschließend nahm man unter Verwendung großformatiger Zylinder eine mehr oder minder synchrone „Tonspur“ auf. Bei der Aufführung des Films stand der Lioretgraph vor der Leinwand; über ein elektrisches Telephon wurde der Ton in den Projektorraum übertragen, so dass der Filmvorführer die Geschwindigkeit der Bildwiedergabe ständig entsprechend regulieren und so die Synchronisation verbessern konnte.
Bei der Weltausstellung in Paris 1900 zeigte er mit seinem Partner Clement Maurice Filme, die mit dem Phono-Cinéma-Théâtre getauften System produziert wurden. Darunter Cyrano von Bergerac, dem ersten Film der Filmgeschichte der Ton und handkolorierte Farbe in sich vereinte.
Komplette Gerätesysteme wurden vor allem an Schausteller verkauft, die damit um 1900 in ganz Europa erfolgreiche Tourneen absolvierten; in Paris existierte sogar für drei Jahre ein ortsfestes Tonfilm-Kino mit Lioret-Technik.
Als Pathé, Edison, Columbia und viele kleinere Anbieter ab etwa 1898 mit immer preiswerteren Wachszylindern und Anspielgeräten auf den Markt drängten, verlor das kostspielige Lioret-System trotz seiner technischen Überlegenheit an Bedeutung. Notgedrungen begann Lioret im Jahre 1900 mit der Fertigung normalformatiger Wachswalzen und entsprechender Geräte, die in seinem Sortiment das eigene System binnen kurzer Zeit verdrängten; vorübergehend bot er sogar Kombinations-Apparate an, die beide Formate abspielen konnten. 1901 wurde die Produktion der Zelluloidzylinder eingestellt. Mit den großen Konzernen konnte Lioret preislich trotzdem nicht konkurrieren; er beschränkte sich in den folgenden Jahren auf die Herstellung einfacher Phonographen nach Pathé-Vorbild; im Jahre 1910 zog er sich ganz aus dem Phonographen-Sektor zurück.
Die in Liorets kleinem Studio ab 1893 entstandenen Tonaufnahmen, für die er häufig prominente Sängerinnen und Sänger der Pariser Oper in seine Uhrmacherwerkstatt bat, zählen zu den frühesten musikalischen Tondokumenten; seine in nur geringer Zahl erhalten gebliebenen Walzen sind heute Schätze der Musik- und Technikgeschichte.